# Universidade do Kansas
A Universidade do Kansas (em inglês University of Kansas) é uma universidade pública com campi localizados em Lawrence, Kansas City e Overland Park, no estado do Kansas.